# 品川区立源氏前小学校
品川区立源氏前小学校（しながわくりつ げんじまえしょうがっこう）は東京都品川区にある公立小学校。
「源氏前」の名称は、源頼義、義家父子がこの地に陣屋を置いたことや、1031年（長元4年）に源頼信が八幡神をこの辺りに祭ったことに関連する。
本校の食育への取り組みは大阪ガスの広報誌で取り上げられている。

## 沿革
1928年12月1日、当時荏原郡荏原町大字中延字源氏前と呼ばれた地に、延山、大原、杜松および宮前小より分立し、「源氏前尋常小学校」として開校した。1932年10月1日には「東京市源氏前尋常小学校」と改称、同年12月1日に校歌が制定された。第二次世界大戦中には学童疎開が行われ、終戦の年1945年の5月24日には校舎は空襲により全焼した。戦後の1947年に、現在の名称である「東京都品川区立源氏前小学校」と改称された。この頃はまだ全焼した校舎の跡地に建てた仮校舎という造作であったが、1949年にはトタン葺き屋根に改築された。1968年から校舎の鉄筋化が開始され、1975年に工事は完了した。以降もたびたび改修工事は行われている。2003年9月17日より、すまいるスクールを実施している。2025年現在も現役の小学校である。

## 通学区域
中延3丁目 - 6丁目および東中延2丁目の一部。

## アクセス
出典
- 東急電鉄大井町線
  - 中延駅より、徒歩3分。
  - 荏原町駅より、徒歩10分。
- 都営地下鉄浅草線中延駅より、徒歩3分。
- 学校ホームページ内「アクセス」には、記載無いが、東急バス荏原営業所停留所からもアクセス可能。